# Le Retour du proscrit
Pour plus de détails, voir Fiche technique et Distribution.

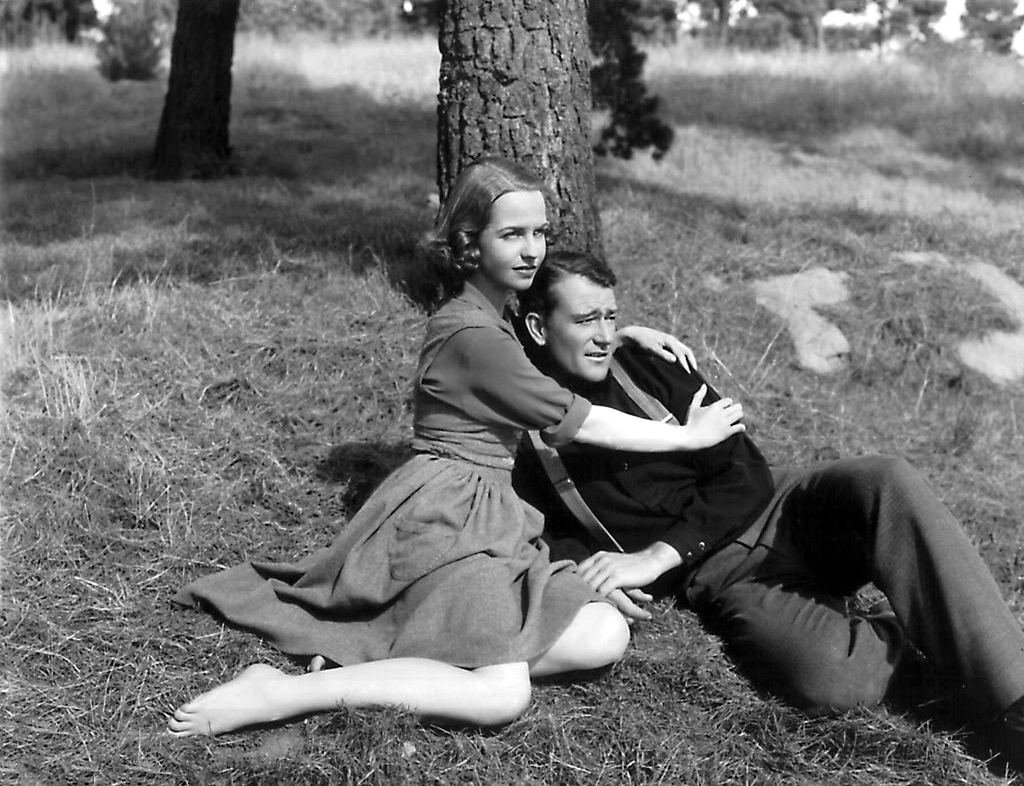
Betty Field et John Wayne (image promotionnelle)

Le Retour du proscrit (The Shepherd of the Hills) est un western américain réalisé par Henry Hathaway, sorti en 1941.
Le film est sorti en DVD et Blu-ray sous le titre Le Prisonnier de la haine.
C'est le premier film de John Wayne tourné en couleur (Technicolor).

## Synopsis
Dans les Monts Ozark, Jim Lane est blessé par la police alors qu'il surveillait la distillerie clandestine de la famille Matthews. Il est soigné par un mystérieux étranger, Daniel Howitt (surnommé « Le Berger des collines »), qui souhaite s'installer dans la région. Sammy, la fille de Jim, lui conseille d'acquérir la ferme abandonnée des Matthews. Matt le jeune, dont est amoureux Sammy, en est l'héritier et attend le retour de son père, Matt l'ancien, pour venger la mort de sa mère, abandonnée malade avec son enfant, des années plus tôt. Par ailleurs, Matt le jeune est confronté à la bande de hors-la-loi menée par Wash Gibbs...

## Fiche technique
- Titre original : The Shepherd of the Hills
- Titre français : Le Retour du proscrit
- Réalisation : Henry Hathaway
- Scénario : Grover Jones et Stuart Anthony, d'après le roman éponyme d'Harold Bell Wright (en)
- Musique : Gerard Carbonara
- Photographie : W. Howard Greene et Charles Lang
- Montage : Ellsworth Hoagland
- Direction artistique : Roland Anderson et Hans Dreier
- Producteur : Jack Moss
- Pays de production :  États-Unis
- Société de production et de distribution : Paramount Pictures
- Genre : Western
- Format : Couleur (en Technicolor)
- Durée : 98 minutes
- Date de sortie :
  - États-Unis : 18 juillet 1941
- Affiche : Giuliano Nistri (Italie)

## Distribution
- John Wayne : Grant Matthews « Matt » Jr.
- Betty Field : Samantha « Sammy » Lane
- Harry Carey : Daniel Howitt
- Beulah Bondi : Tante Mollie
- James Barton : Grant Matthews « Matt » Sr.
- Samuel S. Hinds : Andy Beeler
- Marjorie Main : Mamie Becky
- Ward Bond : Wash Gibbs
- Marc Lawrence : Pete
- John Qualen : Coot Royal
- Fuzzy Knight : M. Palestrom
- Tom Fadden : Jim Lane
- Olin Howland : Corky
- Dorothy Adams : Elvy
- Virita Campbell : Baby
- Fern Emmett : Mme Palestrom

Acteurs non crédités :
- William Haade : Bald Knobber
- Charles Middleton : Le forgeron